# Ludomir Molitoris
Ludomir Molitoris (ur. 1957) – polski historyk narodowości słowackiej, tłumacz przysięgły języka czeskiego i słowackiego, wydawca, redaktor, wieloletni działacz i budowniczy bazy lokalowej Towarzystwa Słowaków w Polsce, obecnie sekretarz generalny.

## Życiorys
Studia wyższe ukończył na Wydziale Filozoficznym Uniwersytetu Komeńskiego w Bratysławie (1981). Doktor filozofii w zakresie literatury słowackiej – PhDr. (tzw. mały doktorat słowacki – 1983 r.). Stopień naukowy doktora uzyskał na Wydziale Filozoficznym Uniwersytetu Mateja Bela w Bańskiej Bystrzycy (2017). Obecnie pełni funkcję sekretarza generalnego Towarzystwa Słowaków w Polsce. Jest członkiem Spiskiego Towarzystwa Historycznego, Rady Generalnej Światowego Stowarzyszenia Słowaków Żyjących za Granicą, Rady ds. Słowaków Zagranicznych przy Macierzy Słowackiej, a od 2012 r. jest przedstawicielem słowackiej mniejszości narodowej w Komisji Wspólnej Rządu i Mniejszości Narodowych i Etnicznych.

### Zainteresowania naukowe
Ludomir Molitoris zajmuje się historią i współczesnością mniejszości słowackiej w Polsce oraz regionalną historią północnego Spisza i Górnej Orawy. W latach 1993–2013 był redaktorem Almanachu Słowacy w Polsce (ISSN 1233-0205).
Jest współautorem monografii: Tajne dzieje górnej Orawy (2012, ISBN 978-83-7490-492-6), przewodnika Słowacy – kultura, historia (2015, ISBN 978-83-6411-9026), Atlasu kultury ludowej Słowaków w Polsce (2015, ISBN 978-83-7490-855-9), autorem monografii Dejiny Slovákov v Poľsku do roku 1961 (Dzieje Słowaków w Polsce do 1961 roku, 2017, ISBN 978-83-8111-033-4), "Dzieje Słowaków w Polsce do roku 1961" (polska wersja językowa), 2022, ISBN 978-83-8111-298-5.
W Polsce, na Słowacji i za granicą opublikował kilkadziesiąt artykułów naukowych i artykułów polemicznych dotyczących zagadnień słowackiej mniejszości narodowej żyjącej w Polsce.

## Odznaczenia
1 stycznia 2013 w Bratysławie, w XX rocznicę powstania Republiki Słowackiej został odznaczony przez prezydenta Słowacji Ivana Gašparoviča najwyższym odznaczenie Republiki Słowackiej Orderem Podwójnego Białego Krzyża III klasy (Rad Bieleho dvojkríža III. triedy) – jako jedna z dwudziestu osobistości słowackiego życia społecznego i kulturalnego – w uznaniu nadzwyczajnych zasług dla Republiki Słowackiej, a zwłaszcza za wybitną działalność na rzecz słowackiej mniejszości narodowej w Polsce; za wspieranie kultury i artystów krakowskich w 2015 otrzymał od Prezydenta Miasta Krakowa odznakę Honoris Gratia. W 2023 r. stał się laureatem nagrody słowackiej Fundacji Pro Patria za działalność i wspieranie rozwoju słowackiej kultury i tożsamości narodowej Słowaków żyjących w Polsce, a także za wspieranie rozwoju narodu słowackiego.  

## Księga jubileuszowa
W 2017 r., dla uczczenia jubileuszu jego 60. urodzin, Towarzystwo Słowaków w Polsce poświęciło mu XVIII numer Almanachu Słowacy w Polsce, Kraków: Towarzystwo Słowaków w Polsce, 2017, ISSN 1233-0205.